# 本·伯西
本·J·伯西（英語：Ben J. Bussey，1969年—），美国行星科学家。

## 经历
他在英国伦敦大学学院取得了行星地质学的博士学位。2001年，当他在夏威夷大学做博士后时，伯西加入了ANSMET（Antarctic Search for METeorites，南极陨石搜索计划），来从南极冰川中寻找陨石。不久，他在欧洲空间局和休斯顿的月球與行星研究所工作，并随后进入约翰·霍普金斯大学的应用物理实验室，成为了那里的一名高级科学家。